# グレイノイズ
グレイノイズは音響心理学で言う等ラウドネス曲線に沿ったスペクトル密度を持つノイズ。

グレイノイズのスペクトル密度

グレイノイズは全ての周波数に対して等しいラウドネスを持つ。一方で、ホワイトノイズは等しいエネルギーを持つ。
等ラウドネス曲線は、個人差はもちろん、ノイズの音量にも依存するため、真のグレイノイズは存在しない。より簡明で明確に定義された等ラウドネスノイズの近似は、ヘルツ当たりではなくオクターブ当たりのエネルギー量が等しくなるピンクノイズである（すなわち線形ではなく対数的な振る舞いをする）。よって、ピンクノイズの方がホワイトノイズに比べ「全ての周波数で等しいラウドネスを持つ」といえる。

## さらに見る
- カラードノイズ